# 李庄 (道光进士)
李庄（？—？），直隸省順天府寶坻縣（今天津市宝坻区）人，清朝政治人物，進士出身，官至川东兵备道道员。

## 生平
清朝道光十八年戊戌科进士，授户部山东司主事升员外郎，后外放为四川省重庆府知府、川东兵备道道员。